# Forgó Géza
Forgó Géza (Makó, 1965. április 6. –) magyar történész-muzeológus, könyvtáros, szerkesztő.

## Életpályája
Szülei: Forgó István (1923–2009) író, történész és Török Erzsébet könyvtáros. 1980–1984 között a Makói József Attila Gimnázium diákja volt. 1984–1988 között Szombathelyen a Berzsenyi Dániel Főiskola történelem-könyvtár szakos hallgatója volt. 1988 óta a makói József Attila Múzeum könyvtárosa. 1988-ban tagja lett a Magyar Történelmi Társaságnak. 1995–2000 között a Szirbik Miklós Társaság tagja és jegyzője volt. 1997–2015 között a makói könyvtár, levéltár és múzeum kulturális lapja, a Makói História szerkesztője volt. 2005 óta a MAMUTT és a Tiszántúli Történész Társaság tagja. 2009-ben a Pécsi Tudományegyetem Bölcsészettudományi Karának történelem szakán diplomázott. 2010-től a József Attila Múzeum történész-muzeológusa és könyvtárosa. 2013-ban a József Attila Városi Könyvtár és Múzeum igazgató-helyettese, 2014-ben igazgatója volt. 2013–2014 között a Makói Múzeum Füzetei sorozat, 2015-től pedig a Makói Kincsestár című sorozat szerkesztője. 2015-ben egyik alapítója volt a Szirbik Miklós Egyesületnek.

### Munkássága
Tudományos munkásságát számos kötet, könyv, publikáció és kiállítás fémjelzi. Évente több alkalommal vett részt hazai és nemzetközi konferenciákon, mint előadó. Kutatási területe Makó története 1867–1945 között. Munkája mellett több szakmai és közéleti megbízatásának is eleget tett. Munkatársaival és a hozzá forduló makóiakkal emberséggel és tisztelettel kommunikál. Nevét városszerte ismerik. Sokan keresik fel helytörténeti kérdésekkel, kérésekkel, melyekre szívesen ad választ és nyújt segítséget. Életében meghatározó szerepe van a gyökereknek, amelyek szülővárosához kötik.

## Kiállításai
- A Makói Gazdasági Egyesület története (1996)
- Torockói titkai (fotókiállítás, Makó, 2006)
- Torockói képek (fotókiállítás, Földeák, 2007; Dunaszerdahely, 2008)
- Újabb fotók (fotókiállítás, Makó, 2008)

## Művei
- Erdei Ferenc élete (Szombathely, 1989)
- Lévay Imre, a piarista szerzetes (Makó, 1995)
- Lélek István, az ipartestület elnöke (Makó, 1996)
- A Makói Gazdasági Egyesület története  (Makó, 1996)
- A Csanádvármegyei Gazdasági Egyesület jubileumi kiállítása (Makó, 1998)
- S. Bálint György, a felsőház tagja (Makó, 1998)
- Espersit Máriától a makói múzeumba 1985-ben bekerült könyvek katalógusa. In. Kőszegfalvi Ferenc – Borus Gábor: Espersit János könyvei (Makó, 2000. Makói Múzeum Füzetei 93)
- Horthy Makón (Makó, 2001)
- Apponyi Albert a makói főtéren. In.: A Móra Ferenc Múzeum Évkönyve 5. (Szeged, 2002)
- Makó agrárgazdasága. In. Makó története 1849-től 1920-ig. Makó monográfiája 5. (Makó, 2002)
- Dr. urai Uray Vilmos, egy tehetséges orvos sorsa. In.: A Móra Ferenc Múzeum Évkönyve 6 (Szeged, 2003)
- A közegészségügy. In. Makó története 1920-tól 1944-ig. Makó monográfiája 6. (Makó, 2004)
- Makói küldöttség Kossuth Lajos temetésén. In.: A Móra Ferenc Múzeum Évkönyve 9. (Szeged, 2006)
- A makói Jóka Mór Bizottság működése.  In.: A Móra Ferenc Múzeum Évkönyve 10. (Szeged, 2007)
- Szirbik Miklós léptein... Tanulmányok Halmágyi Pál 60. születésnapjára (szerkesztette, Makó, 2008)
- Gera József, a nyilas pártvezér. In. Tanulmányok Halmágyi Pál 60. születésnapjára (szerkesztette, Makó, 2008)
- A Csanádvármegyei Szent István Közkórház története. A Makói Múzeum Füzetei 109. (Makó, 2010)
- A Szikszai György Református Általános Iskola 10 éve. 2000-2010 (Makó, 2010)
- Dr. Diósszilágyi Sámuel. In. Én is voltam háborúban. A Makói Múzeum Füzetei 114. (Makó, 2014)
- Az 1901-es Makói Ipari és Gazdasági Kiállítás. In. Makó anno… Újabb fotók a régi Makóról. (Szerkesztette: Halász Tamás, Makó, 2014)
- A makó neológ zsidó temető emlékei (Szerkesztette, Makó, 2014. A Makói Múzeum Füzetei 115.)
- Fotótörténet – Fotográfusok Makón. In. Makó anno… fotók a régi és az új Makóról (Szerkesztette: Halász Tamás, Makó, 2015)
- Zeitler Ádám: A makói labdarúgás története (Szerkesztette, Makó, 2015. Makói Múzeum Füzetei 116.)
- Halász Tamás: A makói Börcsök-fotó 75 éve (társszerző, Makó, 2016. Makó Kincsestár 2.)
- Papp Ferenc: Birkózás. In. Makó sportja képekben a kezdetektől napjainkig (társszerző, Makó, 2016)
- Komáromi Mihály: MHSZ Lövészet. In. Makó sportja képekben a kezdetektől napjainkig. (társszerző, Makó, 2016)
- Csókási képek (Makó, 2017)
- Dr. Espersit János az első világháborúban. In. A makói József Attila Múzeum Évkönyve 2018. (Makó, 2017)
- „Ez az egyetlen törvény, amit elismerni nem fogok”: Dr. Nikelszky Jenő útja Makó város polgármesteri székébe. In. A makói József Attila Múzeum Évkönyve 2018 (Szerkesztette: Csengeriné Szabó Éva, Forgó Géza, Nagy Gábor, Szikszai Zsuzsanna; Makó, 2018.)
- A Hősi Emlékmű avatása. In. Makó anno… múltidéző fotók Makóról (Szerkesztette: Halász Tamás. Makó, 2017)
- Nyilasok Makón – Szálasi Ferenc makói látogatása. In. Makó anno… múltidéző fotók Makóról. (Szerkesztette: Halász Tamás, Makó, 2017)
- Az 1970. évi nagy árvíz a Maroson, Makónál. In. Makó anno… múltidéző fotók Makóról (Szerkesztette: Halász Tamás. Makó, 2017)
- Etsedi Miklós prédikátor. In.: Tanulmányok a Magyarországi Református Egyház makói gyülekezeteinek történetéből. (Makó, 2017. Makói Kincsestár 3.)
- Szikszai Benjámin prédikátor. In.: Tanulmányok a Magyarországi Református Egyház makói gyülekezeteinek történetéből (Makó, 2017. Makói Kincsestár 3.)
- Tömörkény István makói emlékei. In. A Móra Ferenc Múzeum Évkönyve 2017 (Szerkesztette: Bárkányi ldikó, F. Lajkó Orsolya; Szeged, 2018.)
- Makótól Fiuméig Hajnal Antal, a fiumei (Rijeka) kikötő tervezője. In. Veritatais Imago 2018/3-4.[2]
- Iparosok és kereskedők Makón. In. Makó anno… fotók a XX. Századi Makóról (Szerkesztette: Halász Tamás. Makó, 2018.)
- Szemelvények a makói kisdobos- és úttörőéletből. In. Makó anno… fotók a XX. Századi Makóról (Szerkesztette: Halász Tamás. Makó, 2018)
- Kisvárosi ikonok. Makói életképek a Homonnai fényképészcsalád szemével (Szerkesztő, Makó, 2018)
- Képek a Homonnai fényképészeti műteremből. In. Makói életképek a Homonnai fényképészcsalád szemével (Szerkesztő, Makó, 2018.)
- Emlékek a csókási tanyavilágból (Makó, 2019)
- Etsedi Miklós és Szikszai Benjámin makói prédikátorok. In. Történeti Muzeológiai szemle 17. (Szerkesztette: Ihász István, Pintér János; Budapest 2019.)
- Forgó Géza–Mendei Árpád: Emlékjelek és emléktáblák Makón (Makó, 2019. Makói kincsestár 5.)
- A makói evangélikus templom építése. In. Makó anno… Fotók és dokumentumok a régi Makóról (Szerkesztette: Halász Tamás; Makó, 2020.)
- A Galamb család és a Ford T-modell. In. Makó anno… Fotók és dokumentumok a régi Makóról (Szerkesztette: Halász Tamás; Makó, 2020.)
- A Hollósy Kornélia Színház „a művelődés terjesztésének fényes csarnoka” In. Makó anno… Fotók és dokumentumok a régi Makóról (Szerkesztette: Halász Tamás; Makó, 2020.)
- Puszta János munkássága. In. Makó anno… Fotók és dokumentumok a régi Makóról (Szerkesztette: Halász Tamás; Makó, 2020.)
- Makó 320 éve. 1699-2019. Szerkesztette Halász Tamással; Makó, 2020)

## Díjai
- Gönczi Ferenc-díj (2022)
- Makó Város Emlékérem (2025)